# Инаугурация Леонида Кравчука
Инаугурация Леонида Кравчука — инаугурация первого президента Украины, состоявшейся 5 декабря 1991 года. Церемонию инаугурации 1991 года транслировался вживую на телеканале «УТ-1».

## Инаугурация
Инаугурация первого Президента состоялась 5 декабря 1991 года. Торжественная церемония проводилась в сессионном зале на заседании Верховной Рады Украины. На инаугурацию приехали только два посла — Польши и Канады, что было обусловлено крупными украинскими диаспорами в этих странах. Леонид Кравчук принимал присягу, положив руку на Пересопницкое Евангелие, а рядом лежала старая конституция. Президент использовал для присяги советскую конституцию, ведь в Украине ещё не была принята Конституция. В зале парламента не исполняли гимн Украины, а звучала молитва за Украину. Хор Веревки исполнил духовный гимн — молитву «Боже великий единый, нам Украину храни!». С речью выступил писатель Олесь Гончар.

### Речь Президента
На торжественном заседании Верховной Рады Украины в сессионном зале Президент выступил с речью. По мнению Ольги Завадской, преподаватель кафедры политологии и национальной безопасности Острожской академии инаугурационная речь «была переформатирована под присягу депутата УССР». В речи Леонид Кравчук остановился на ключевых моментах внутренней и внешней политики, определил важные изменения в сфере экономики, которые планируются на время его пребывания в должности. В области государственного строительства основными принципами политики является строительство суверенного, независимого, демократического и правового государства. Приоритетными направлениями экономической политики определил стабилизацию экономики путем её глубокого реформирования; решение проблемы продовольствия и насыщения рынка товарами широкого потребления; социальная защита населения при переходе к рынку". Среди неотложных задач Леонид Макарович отметил укрепление исполнительной власти, развитие самоуправления на местах, реорганизацию всей системы образования, формирование новой политики в развитии науки, образования и культуры. Вторую часть речи Президент Украины приурочил внешней политике, главной целью которой является «обеспечение национальных интересов Украины, защита прав и интересов её граждан за рубежом, создание благоприятных условий для социально-экономического развития». Леонид Кравчук утвердил международные обязательства Украины и правопреемство в отношении договоров и соглашений бывшего Союза, не противоречащих интересам украинского народа. Первые же итоги в проведении внешней политики были названы в торжественной речи к первой годовщине независимости Украины. Тогда Кравчук фиксировал важность внеблокового статуса, налаживание сотрудничества с Россией и Беларусью, сотрудничество с иностранными ведомствами с целью признания Украины независимого международного актёра. В речи Президента Украины наиболее повторяющимися словами стали: «Украина», «государство», «независимость», «народ».